# Tamarisi
Tamarisi (en georgiano: თამარისი) es un asentamiento de tipo urbano de Georgia ubicado en el sur de la región de Baja Iberia, siendo parte del municipio de Bolnisi.

## Geografía
Tamarisi se encuentra en la meseta de Baja Iberia, a 7 km oeste de Marneuli.

## Historia
Junto a Tamarisi se encuentra la fortaleza de Kolagiri del siglo XVIII por órdenes de Darejan Dadiani (mujer de Heraclio II de Georgia), el último de su tipo en el reino de Kartli-Kajetia.
Tamarisi está ubicada entre los pueblos de Parizi y Tsurtavi y se estableció en 1982 con el establecimiento de una gran fábrica avícola, en el lado sur de la autopista S6, para albergar a su fuerza laboral. Inmediatamente adquirió el estatus de asentamiento de tipo urbano (daba) en el momento de su fundación.
El 19 de agosto de 2012, como resultado del granizo más fuerte de los últimos 40 años, los huertos frutales, campos de maíz, cultivos de pepinos y tomates en las aldeas de Alavari, Tamarisi y Ajali Dioknisi fueron completamente destruidos.

## Demografía
La evolución demográfica de Tamarisi entre 1989 y 2021 fue la siguiente:
| 707                                             | 434 | 510 | 697 |
| (Fuente: Population of Georgia in Soviet times) |     |     |     |

Según el censo de 2014, los georgianos constituían el 56,3% en Tamarisi, los azeríes el 38,6%, los armenios el 3,1%.

## Infraestructura

### Transporte
Tamarisi está en la autopista georgiana S6 (E117), que lo conecta con Marneuli, y en la línea ferroviaria Marneuli-Kazreti.